# 佳能

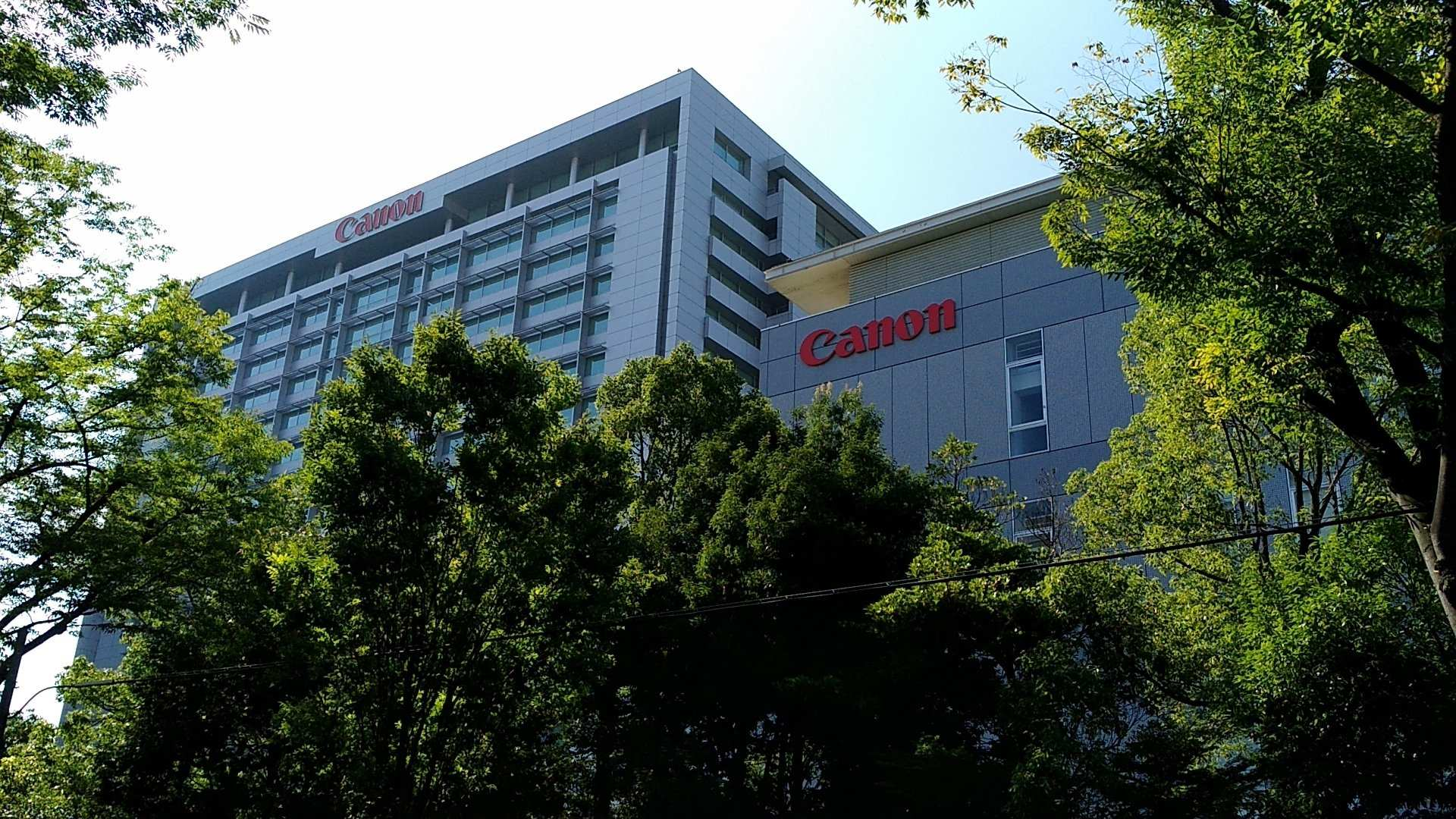
佳能總部大楼

佳能總部位於東京大田區

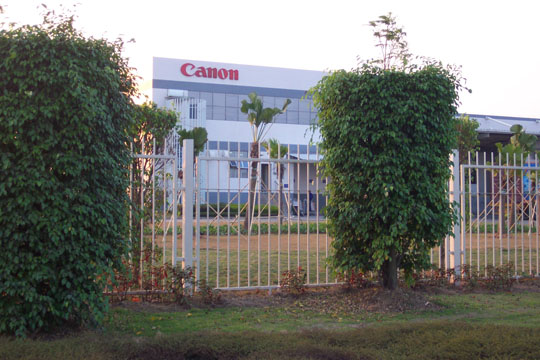
佳能位於广东省中山市的打印机生产基地

佳能株式會社，是一家生产影像、光學儀器、医疗设备、半导体工业设备和办公自动化产品的日本企業製造商，产品包括照相机、攝影機、影印機、传真机、影像掃描器、印表機、眼科及X光成像设备、电影摄影机和镜头、半導體曝光機等。
佳能的主要竞争对手包括三星、尼康、索尼、奥林巴斯、柯尼卡美能达、富士軟片、徠卡、賓得士、爱普生、柯达、惠普、施乐等。

## 名稱
根據佳能的官方網站指出，在1934年夏天，該公司开发了他们的第一台相机「Kwanon」。該名稱來自日語「觀音」歷史的假名遣之直接轉寫。Kwanon之所以採用與“觀音”相同的發音，是因公司創辦人吉田五郎（1900-1993年）篤信佛教，他期許大慈大悲的觀世音菩薩加持，能創造出世界上最好的相機。相机的標誌，採用了千手觀音坐姿的畫像，相機的鏡頭則以佛陀的阿羅漢弟子“迦葉波”命名，叫Kasyapa。
在吉田五郎因故離開「精機光學研究所」後，內田三郎、前田武男及其他人士共同決定以發音相近的「Canon」取代「Kwanon」，一則可以減除宗教意味，另外，「Canon」比「Kwanon」更像英文，易於將產品推入世界市場。1935年6月，精機光學申請以「Canon」作為商標，現行標識樣式啟用於1956年。Canon 中文名為「佳能」，香港曾用「錦囊」為名，現在全球統一中文譯名為「佳能」。

## 歷史
二十世紀初，全世界的相機市場主要是由德國的廠商莱卡及Contax領風騷，而日本的相機產業只在十分初級的階段。1920年代末，20多歲的吉田五郎從事電影攝影機修理的工作，經常到中國上海採購零件。有一次，吉田遇到一位美國商人 Roy E. Delay，問他說：「日本人已經可以造出飛機戰艦，為何不可以造出好的相機零件？」 這一句話啟發了吉田。後來，當吉田看到被他拆開的莱卡相機構造，他即認為他也可以造出同樣好的相機。
吉田向他的妹夫內田三郎（1899-1982年）提議合開公司生產相機。1933年11月，吉田和內田在東京六本木創辦了「精機光學研究所」（日語“精機光学研究所”，せいきこうがくけんきゅうじょ）。不久，內田的同窗好友前田武男（1909-1977年）加入，成為Canon 第一個廠長、總工程師。
该公司最初的相机都是仿制莱卡螺旋口照相机的。他们模仿得最好的一部是配合莱卡螺旋口镜头规格（L39）的机身，但添加了取景器和测距仪。佳能最初也没有自己的光学制造厂，所以早期佳能镜头都是由尼康制造。但佳能很快便开始自行制造镜头，并使用“Serenar”的品牌。这种镜头直到现在仍受到大量莱卡旁轴相机使用者的喜爱。
2009年11月17日Canon以7.3億歐元（折合11億美元）現金價收購荷蘭專業輸出設備商Oce，以擴張其印表機業務版圖，並協助強化該公司在全球辦公室設備市場的領先地位。
2015年2月10日佳能以近28億美元（折合3300億日圓）236億瑞典克朗，收購瑞典網路監控攝影設備製造商「安迅士網路通訊公司」（Axis Communications AB）。
2016年3月17日佳能以6655億日圓（近60億美元）收購日本最大的醫療裝置供應商東芝醫療系統公司（Toshiba Medical Systems）。

## EOS系列
EOS代表電子光學系統（Electro Optical System）的意思，同時亦蘊含希臘神話中黎明女神的意思正代表創新科技邁向高峰的光明時期。
1987年日本褔島工廠開始生產EOS相機，首部推出的EOS相機系列為1987年3月出產的EOS 650自動對焦單鏡反光相機；EOS 650為當年全球首部配備全電子鏡頭接環系統的相機。
2000年推出配備自行研發的CMOS影像感應器的EOS D30正式步入單鏡反光相機數碼化年代。由EOS系列相機於1987年推出至2019年9月總生產量已超過1億台。而EOS專用全系列鏡頭則在2021年1月達到1.5億支的總生產量。

## 外部連結
- 全球官方網站（页面存档备份，存于）（英文）
- 佳能日本官方網站（日語）
- 佳能中国官方網站 （页面存档备份，存于）（简体中文）
- 佳能香港官方網站 （页面存档备份，存于）（繁體中文）
- 佳能台灣官方網站 （页面存档备份，存于）（繁體中文）